# 1-ブロモ-3-クロロ-5,5-ジメチルヒダントイン
1-ブロモ-3-クロロ-5,5-ジメチルヒダントイン(1-Bromo-3-chloro-5,5-dimethylhydantoin、BCDMH)は、ヒダントインの関連化合物である。白色の結晶で、わずかに臭素およびアセトンの臭いを持つ。水には溶けないがアセトンには溶ける。
BCDMHは優れた臭素化・塩素化剤で、水とゆっくり反応して次亜塩素酸と次亜臭素酸を放出する。これは娯楽用水や飲用水の化学消毒に使われている。
{\displaystyle {\ce {BrClR\ + 2H2O -> HOBr\ + HOCl\ + RH2}}}（Rはヒダントイン）